# ウーディネ
ウーディネ（イタリア語: Udine ( 音声ファイル)）は、イタリア共和国フリウリ＝ヴェネツィア・ジュリア州中部にある都市で、その周辺地域を含む人口約98,000人の基礎自治体（コムーネ）。ウーディネ県の県都である。
フリウーリ地方の中心都市で、トリエステに次ぐ州第二のコムーネ人口を有する。

## 名称
Udine は [ˈudine] と発音され、日本語文献ではウーディネのほか、ウディネとも記される。
標準イタリア語以外の言語では以下の名を持つ。
- フリウリ語: Udin [7]
- スロベニア語: Videm
- ドイツ語: Weiden
- ラテン語: Utinum

## 地理

### 位置・広がり
ウーディネ県ほぼ中央部に所在するコムーネである。ウーディネの市街は、ポルデノーネの東北東約46km、州都トリエステの北北西約63km、ヴェネツィアの北東約100kmに位置する。

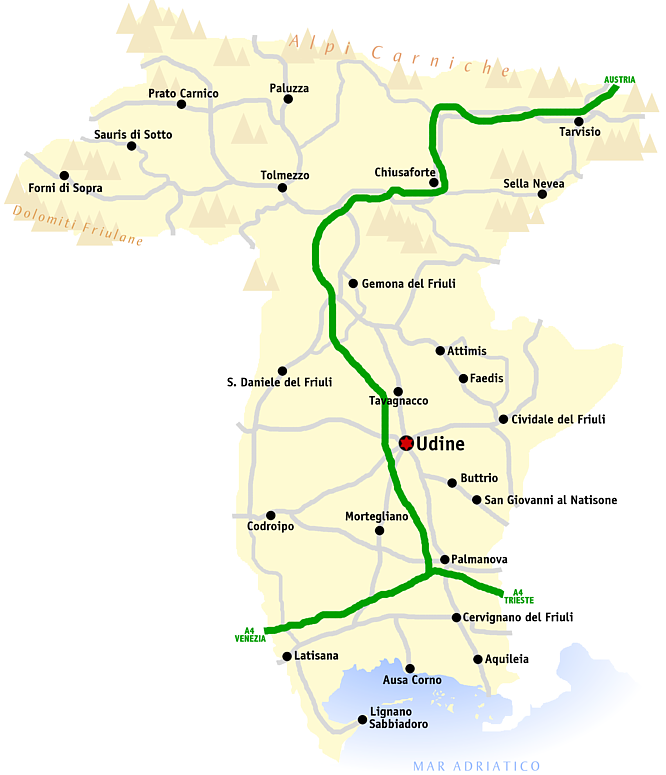
ウーディネ県概略図

#### 隣接コムーネ
隣接するコムーネは以下の通り。
| - タヴァニャッコ - 北 - レアーナ・デル・ロイアーレ - 北 - ポヴォレット - 北東 - レマンツァッコ - 東 - プラダマーノ - 南東 - パヴィーア・ディ・ウディーネ - 南 - ポッツオーロ・デル・フリウーリ - 南西 - カンポフォルミド - 南西 - パジアーン・ディ・プラート - 西 - マルティニャッコ - 北西 - パニャッコ - 北西 |

### 気候分類・地震分類
ウーディネにおけるイタリアの気候分類 (it) および度日は、zona E, 2323 GGである。
また、イタリアの地震リスク階級 (it) では、zona 2 (sismicità media) に分類される。

## 歴史

### 古代
ウーディネの地には、新石器時代から人々が居住していた。のちに、イリリア人が定住したようである。
ハンガリーの伝説によれば、アッティラがアクイレイアを包囲した際、冬季の駐屯地を必要としたために、兵士たちに兜や盾に土を盛って運ぶよう命じ、ウーディネの地に丘を築かせたという。この地があまりに平坦であったためである。アッティラは、この地に町を建設し、また四角い塔を建設したという。

### 中世
西ローマ帝国が滅亡し、やがてアクイレイアやチヴィダーレの勢力も陰りを見せるようになると、この地域の重要性は増すことになった。
ウーディネの名が最初に記されるのは984年のことで、皇帝オットー2世がアクイレイアの総大司教 (Patriarch of Aquileia) にUtinum城を寄進している。アクイレイア総大司教はその後長くこの地に領主として臨むことになる。1223年には市が開設されたことから、この地域で経済・交易上もっとも重要な都市となった。1238年に、総大司教はその居所をウーディネに移した。
1420年、ウーディネはヴェネツィア共和国によって占領された。1511年の内戦では短期間ながら一方の首都としての役割を務めた。その後、地震や疫病の被害も蒙っている。ウーディネは1797年までヴェネツィア共和国の統治下にあり、同国第二の都市としての位置にあり続けた。

### 近代
この地はフランスが短い間支配したのち、1815年、オーストリア帝国のもとでのロンバルド＝ヴェネト王国に編成された。1866年、イタリア王国に編入された。
第一次世界大戦中、イタリア軍の司令部がウーディネに置かれ、戦争首都（Capitale della Guerra）のあだ名で呼ばれた。カポレットの戦いでイタリア軍が大敗すると、この町はオーストリア軍の占領下に置かれ、その状況はヴィットリオ・ヴェネトの戦いでイタリア軍が勝利を収めた後もそのままであった。
第一次世界大戦後の1924年、新設のゴリツィア県とウーディネ県とが合併してフリウーリ県（provincia del Friuli）が設置され、ウーディネがその首府となったが、フリウーリ県は短期間で解体され、1927年には再びウーディネ県が設置された。
1943年9月8日、イタリアが連合国に降伏すると、ウーディネはドイツ軍の占領下に置かれ、1945年4月までその状況にあった。

## 行政

### 行政区画

#### 分離集落
Baldasseria, Beivars, Chiavris, Cormor, Cussignacco, Gervasutta, Godia, Laipacco, Molin Nuovo, Paderno, Paparotti, Rizzi, San Domenico, San Gottardo, Sant'Osvaldo, San Ulderico, Villaggio del Sole

## 教育
ウーディネ大学が開学している。

## スポーツ

### サッカー
プロサッカークラブとして、ウディネーゼ・カルチョが本拠を置く。ウディネーゼは、1994年以来セリエA（1部リーグ）に所属している（2012-2013シーズン現在）。ホームスタジアムはスタディオ・フリウーリ。

## 姉妹都市・友好都市
姉妹都市（Città gemellate）
- エスリンゲン・アム・ネッカー（ドイツ） - 1958年[11]
- ヴィエンヌ（フランス） - 1959年[11]
- ニース・ポート・タルボット（イギリス・ウェールズ） - 1960年[11]
- ノーショーピング（スウェーデン） - 1964年[11]
- スヒーダム（オランダ） - 1970年[11]
- フィラッハ（オーストリア） - 1979年[11]
- マリボル（スロベニア） - 1985年[11]
- アルバセーテ（スペイン） - 2002年[11]
- ヤウンデ（カメルーン） - 2008年[11]

友好都市（Città amiche）
- ウィンザー（カナダ・オンタリオ州） - 1975年[11]
- レシステンシア（アルゼンチン） - 1978年[11]
- ヴェレニエ（スロベニア） - 1991年[11]
- オーブダ（ハンガリー） - 1992年[11]
- ビーカーネール（インド） - 2000年[11]
- クラーゲンフルト（オーストリア） - 2001年[11]

## 人物

### 著名な出身者
- ジョヴァンニ・ダ・ウーディネ - ルネサンス期の画家
- ティナ・モドッティ - 20世紀の女性写真家
- アフロ・バサルデラ（英語版） - 20世紀の彫刻家
- ブルーノ・サッコ - カーデザイナー
- ダンテ・スピノッティ - 映画撮影監督
- ダリラ・ディ・ラザーロ - 女優・モデル・歌手・作家
- ルイジ・デ・アゴスティーニ - サッカー選手
- ガブリエラ・パルッツィ - クロスカントリースキー選手、オリンピック金メダリスト